# Le jeu d'Adam
Le jeu d'Adam, originariamente intitolato Ordo creationis Ade (all'interno dell'unico manoscritto a noi giunto), è un dramma liturgico, composto tra il 1150 e il 1170 da autore anonimo in ambiente anglo-normanno, al seguito della corte di Enrico II Plantageneta. Questo dramma è un'interpretazione teatrale dell'Antico Testamento, che sviluppa soprattutto il tema della Redenzione. Considerato il primo testo drammatico scritto in lingua francese, questo manoscritto ha un ruolo molto importante nella storia della letteratura.

## Riassunto
Le tre parti del Jeu sviluppano il tema della caduta e della redenzione dell'umanità. Le jeu d'Adam è più specificamente dedicato al peccato originale, che viene messo in scena nella prima sequenza. L'episodio centrale è la scena della seduzione della coppia, attuata dal diavolo. Quando Dio (Figura) lascia ad Adamo il godimento del Paradiso ad eccezione dei frutti dell'Albero della conoscenza, il Diavolo, sotto forma di serpente, spinge Adamo ad assaggiare il frutto promettendogli che ciò lo renderà uguale a Dio. Fallisce, ma poco dopo persuade Eva, adulandola e convincendola della sua superiorità sul marito, considerato troppo rozzo. La seconda sequenza è dedicata all'omicidio di Abele da parte di Caino. Infine, la terza sequenza, della quale abbiamo perso il finale, è dedicata alla sfilata dei Profeti che annunciano, in latino poi in francese, il tempo dell'Apocalisse e della Parusia .

## Composizione

### Un manoscritto innovativo
Le jeu d'Adam è il primo esempio di testo drammatico scritto in francese: circa la metà della rappresentazione è occupata da canti liturgici in latino, ma tutti i dialoghi sono in francese.
Per il suo soggetto, il Gioco fa parte della già consolidata tradizione del dramma liturgico, ma si distingue in modo innovativo per la scelta del linguaggio. Le scene diventano quindi pienamente accessibili alla maggior parte delle persone che non comprendono il latino.
È anche possibile che lo spettacolo venisse rappresentato davanti alle chiese e non all'interno come di consueto, consentendo l'accesso a un pubblico più ampio.

### Struttura del testo
Le jeu d'Adam è scritto in 942 ottosillabi con rime baciate o in decasillabi che costituiscono quartine monorime. Il pezzo è composto da tre parti: la tentazione e la caduta di Eva e Adamo, l'omicidio di Abele e la sfilata dei profeti annunciatori .
Secondo Daniel Poirion, i dialoghi e i monologhi sono oggetto di un'elaborazione letteraria, poiché la versificazione accentua il contrasto tra i dialoghi e i passaggi dialettici e i monologhi di struttura lirica.

### Indicazioni sulla messa in scena
Un gran numero di didascalie in latino danno indicazioni molto dettagliate riguardanti lo spazio scenico così come i gesti, i movimenti, il tono della voce, il flusso dei personaggi o dei loro vestiti.
Adornati all'inizio del Jeu con splendide tuniche, Adamo ed Eva saranno vestiti all'uscita dal Paradiso con misere vesti, cucite con foglie di fico. La nudità dei personaggi pone un problema: gli attori appaiono solo dalla testa alle spalle, il resto dei loro corpi è mascherato da un lenzuolo.
Ogni parte si svolge in un ambiente diverso.
Lo spazio immaginario i cui assi sono simbolici presenta da un lato un paradiso, dall'altro un inferno, ma anche luoghi particolari come una chiesa, e gli altari dove Abele e Caino porteranno la loro offerta.

## Interpretazioni
Il testo si basa su diverse tradizioni esegetiche e sull'idea che il peccato di Adamo ed Eva, seguito dal delitto commesso da Caino, possa essere cancellato dalla Redenzione.
L'azione differisce poco da quella del testo della Genesi, ma l'autore ha realizzato un dramma basato sulla potenza della parola. Tutti gli atti linguistici riportano così all'uditorio il momento in cui tutto è cambiato, quando l'uomo era ancora libero di scegliere il Bene. Il diavolo sembra essere il grande vincitore delle prime due scene. Ma, alla fine della prima parte, Eva pronuncia parole di speranza e nella terza sequenza i profeti rafforzano la speranza dello spettatore annunciando il mistero dell'Incarnazione e il trionfo della Vergine. Secondo Daniel Poirion, la funzione di questo spettacolo è quella di contrastare la corruzione umana e la speranza della redenzione per preparare il pubblico alla penitenza della Quaresima.
Il dramma evoca anche l'istituzione del matrimonio, che l'autore paragona al contratto vassalico: Adamo vi è implicitamente presentato come vassallo di Dio ed Eva come vassalla di Adamo. Secondo Emmanuèle Baumgartner, Eva è anche paragonata a una "mal sposata" medievale, troppo felice per avere la meglio sul marito, che segue ingenuamente le sue parole ammalianti.
Eseguito in un momento di eresia che sostiene l'uguaglianza tra uomini e donne, Le jeu d'Adam è "violentemente anticortese".
Secondo Daniel Poirion, "l'analogia di questo dramma figurativo con il conflitti familiari (disobbedienza al padre, ruolo seduttore della donna, rivalità tra i figli) e con le contraddizioni sociali (doveri feudali, opposizione del ricco contadino e del povero pastore) dà una risonanza mitica e profondamente umana a questa interpretazione dell'Antico Testamento".
L'analisi più originale è probabilmente dello storico Mathieu Arnoux in Le temps des laboreurs (Albin Michel, 2012), che vede nella brutalità della caricatura dei contadini presente nel dramma una reazione aristocratica contro la spiritualizzazione (comparsa nel XI secolo) del lavoro dei contadini attraverso la figura dell'operaio Adamo, che rappresentava la produzione agricola come una ricreazione del Paradiso.